# بلک‌پینک در منطقه شما
بلک پینک در منطقه شما (به انگلیسی: Blackpink in Your Area) اولین آلبوم استودیویی ژاپنی اثر گروه دخترانه کره‌ای بلک پینک است. این آلبوم به‌صورت دیجیتالی در تاریخ ۲۳ نوامبر و نسخه فیزیکی در ۵ دسامبر ۲۰۱۸ توسط YGEX منتشر شد.
این آلبوم تلفیقی از آهنگ‌های منتشر شده توسط بلک پینک در زمان خود، از جمله اولین ای‌پی ژاپنی و اولین مینی آلبوم کره ای به‌نام مربع به بالا است. چاپ‌های دیجیتالی این آلبوم فقط نسخه‌های ژاپنی آهنگ‌ها را شامل می‌شود (با سه آهنگ گذشته‌شان که برای اولین بار در این زبان در دسترس است)، درحالی که نسخه فیزیکی آلبوم دوتایی است که نسخه ژاپنی را در یک دیسک و نسخه کره ای در یک دیسک دیگر قرار دارد.

## پیش زمینه و انتشار
در تاریخ ۱۹ اکتبر ۲۰۱۸ اعلام شد که این گروه اولین آلبوم استودیویی ژاپنی خود را منتشر خواهد کرد. همچنین مشخص شد که این آلبوم در ۱۲ نسخه در تاریخ ۵ دسامبر منتشر می‌شود. در تاریخ ۱۳ نوامبر گزارش شد که این گروه برای انتشار آلبوم خود با شیسیدو همکاری کرده‌است. همچنین مشخص شد که این آلبوم شامل نسخه‌های ژاپنی «همیشه جوان»، «واقعاً» و «بعداً می‌بینمت» است که قبلاً در اولین آلبوم چندآهنگه کره ای خود، مربع به بالا (۲۰۱۸) منتشر شده‌است.
در ۲۲ نوامبر مشخص شد که این آلبوم در ۲۳ نوامبر در فروشگاه‌های دیجیتال منتشر می‌شود و حاوی ۹ نسخه ژاپنی از تک آهنگ‌های این گروه است.
این آلبوم در ۲۳ نوامبر ۲۰۱۸ به صورت دیجیتالی منتشر شد.

## عملکرد تجاری
این آلبوم در اولین روز در شماره ۸ در نمودار آلبوم‌های اریکون آغاز شد و در روز دوم خود به شماره ۷ رسید. در روز سوم و چهارم این آلبوم به رتبه ۱۱ و ۱۷ رسید و در پنجمین روز خود به رتبه ۱۰ و در ششمین روز خود به ۱۶ رسید.
این آلبوم در هفته اول خود با فروش ۱۳٬۸۷۸ نسخه به رتبه ۹ در نمودار آلبوم‌های اریکون و با ۳٬۰۴۴ نسخه اضافی فروخته شده در هفته دوم خود به رتبه ۳۰ رسید. این آلبوم قبل از اوج گرفتن در رتبه ۹۱ آلبوم‌های بارگیری بیلبورد ژاپن به رتبه ۷۷، به مدت سه هفته در این نمودار ماند. این آلبوم همچنین در رتبه ۱۲ آلبوم‌های داغ بیلبورد ژاپن شروع به کار کرد و در رتبه ۹ در فروش برتر آلبوم‌ها با ۱۴٬۷۱۰ نسخه ترکیبی فروخته شده قرار گرفت.

## لیست ترانه‌ها
| سی‌دی۱: دانلود دیجیتال / نسخه ژاپن | سی‌دی۱: دانلود دیجیتال / نسخه ژاپن | سی‌دی۱: دانلود دیجیتال / نسخه ژاپن |
| شماره                             | نام                               | مدت                               |
| --------------------------------- | --------------------------------- | --------------------------------- |
| ۱.                                | «بومبایا»                         | ۴:۰۰                              |
| ۲.                                | «سوت»                             | ۳:۳۱                              |
| ۳.                                | «بازی با آتش»                     | ۳:۱۵                              |
| ۴.                                | «بمان»                            | ۳:۵۰                              |
| ۵.                                | «انگار آخرین بارته»               | ۳:۳۲                              |
| ۶.                                | «دو-دو دو-دو»                     | ۳:۲۹                              |
| ۷.                                | «همیشه جوان»                      | ۳:۵۷                              |
| ۸.                                | «واقعاً»                           | ۳:۱۷                              |
| ۹.                                | «بعداً می‌بینمت»                    | ۳:۱۹                              |
| مجموع مدت:                        | مجموع مدت:                        | ۳۲:۱۰                             |

| سی‌دی ۲: نسخه کره‌ای | سی‌دی ۲: نسخه کره‌ای  | سی‌دی ۲: نسخه کره‌ای        | سی‌دی ۲: نسخه کره‌ای             | سی‌دی ۲: نسخه کره‌ای        | سی‌دی ۲: نسخه کره‌ای |
| شماره              | نام                 | سراینده                   | آهنگساز                        | Arrangement               | مدت                |
| ------------------ | ------------------- | ------------------------- | ------------------------------ | ------------------------- | ------------------ |
| ۱.                 | «بومبایا»           | Teddy Bekuh Boom          | Teddy Bekuh Boom               | Teddy                     | ۴:۰۱               |
| ۲.                 | «سوت»               | Teddy Bekuh Boom          | Teddy Future Bounce Bekuh Boom | Teddy Future Bounce       | ۳:۳۱               |
| ۳.                 | «بازی با آتش»       | Teddy                     | Teddy R.Tee                    | R.Tee                     | ۳:۱۷               |
| ۴.                 | «بمان»              | Teddy                     | Teddy Seo Wonjin               | Teddy Seo Wonjin          | ۳:۵۰               |
| ۵.                 | «انگار آخرین بارته» | Teddy Brother Su CHOICE37 | Teddy Future Bounce Lydia Paek | Teddy Future Bounce       | ۳:۳۳               |
| ۶.                 | «دو-دو دو-دو»       | Teddy                     | Teddy 24 R.Tee Bekuh Boom      | Teddy 24 R.Tee            | ۳:۲۹               |
| ۷.                 | «همیشه جوان»        | Teddy                     | Teddy Future Bounce            | Teddy Future Bounce R.Tee | ۳:۵۷               |
| ۸.                 | «واقعاً»             | Teddy Danny Chung         | Teddy Choice37                 | Choice37                  | ۳:۱۷               |
| ۹.                 | «بعداً می‌بینمت»      | Teddy                     | Teddy R.Tee 24                 | R.Tee 24                  | ۳:۱۸               |
| مجموع مدت:         | مجموع مدت:          | مجموع مدت:                | مجموع مدت:                     | مجموع مدت:                | ۳۲:۱۳              |

## جدول‌ها
| جدول (۲۰۱۸)                 | اوج موقعیت |
| --------------------------- | ---------- |
| آلبوم‌های ژاپنی (اوریکون)    | 9          |
| آلبوم‌های داغ ژاپن (بیلبورد) | ۱۲         |

## تاریخ انتشار
| منطقه | زمان           | قالب                   | ناشر              |
| ----- | -------------- | ---------------------- | ----------------- |
| جهانی | ۲۳ نوامبر ۲۰۱۸ | دانلود دیجیتال، استریم | وای‌جی‌ای‌ایکس، اوکس |
| ژاپن  | ۵ دسامبر ۲۰۱۸  | سی‌دی، سی‌دی+دی‌وی‌دی      | وای‌جی‌ای‌ایکس، اوکس |